# Municipio de Lincoln (condado de Arenac)
El municipio de Lincoln (en inglés: Lincoln Township) es un municipio ubicado en el condado de Arenac en el estado estadounidense de Míchigan. En el año 2010 tenía una población de 942 habitantes y una densidad poblacional de 17,32 personas por km².

## Geografía
El municipio de Lincoln se encuentra ubicado en las coordenadas 43°57′31.08″N 84°0′38.97″O / 43.9586333, -84.0108250. Según la Oficina del Censo de los Estados Unidos, el municipio tiene una superficie total de 54,4 km² (21,0 mi²), de la cual 54,3 km² (21,0 mi²) corresponden a tierra firme y 0,1 km² (0 mi²) (0.24%) es agua.

## Demografía
En el 2000 la renta per cápita promedia del hogar era de $35.982, y el ingreso promedio para una familia era de $40.000. El ingreso per cápita para la localidad era de $13.796. En 2000 los hombres tenían un ingreso per cápita de $30.000 contra $17.135 para las mujeres. Alrededor del 19.70% de la población estaba bajo el umbral de pobreza nacional.